# Slavko Šurdonja
Slavko Šurdonja (Rijeka, 1. listopada 1912. – Beograd, 8. siječnja 1943.) bio je hrvatski nogometaš i nogometni reprezentativac.

### Reprezentativna karijera
Za nogometnu reprezentaciju Kraljevine Jugoslavije odigrao je jednu utakmicu.